# Erste tschechische Fußballliga
Die erste tschechische Fußballliga (1. česká fotbalová liga, durch Namenssponsoring gegenwärtig Chance Liga genannt) ist die höchste Spielklasse im tschechischen Fußball. In ihr wird jährlich der tschechische Fußballmeister ausgespielt. Die 16 teilnehmenden Mannschaften bestreiten von August bis Mai je 30 Partien (15 Heim- und 15 Auswärtsspiele). Am Ende jeder Saison steigen die beiden letztplatzierten Mannschaften ab, die durch Aufsteiger aus der zweiten tschechischen Liga, der Fotbalová národní liga ersetzt werden.
Der Rekordmeister ist Sparta Prag mit 14 gewonnenen Meisterschaften.

## Geschichte
Die erste tschechische Fußballliga entstand in ihrer heutigen Form im Jahre 1993, als sie sich nach der Auflösung der Tschechoslowakei von einer gemeinsamen Spielklasse mit der heutigen Slowakei abspaltete. Sie ist somit Nachfolger der tschechoslowakischen Fußballmeisterschaft.
Von 1997 bis 2014 war die in Pilsen beheimatete Gambrinus-Brauerei namensgebender Sponsor der Liga. Von 2014 bis 2016 trug die erste tschechische Fußballliga den Namen des Lotterie- und Wettanbieters Synot. Der Vertrag mit Synot hatte eine Laufzeit von vier Jahren und sollte der Liga rund 50 Millionen CZK (etwa 1,8 Mio. Euro) pro Jahr einbringen. Zur Saison 2016/17 übernahm das Online-Versicherungsunternehmen ePojisteni.cz für zunächst zwei Jahre die Namensrechte; der Vertrag wurde allerdings im Mai 2017 frühzeitig aufgelöst. Danach sicherte sich der tschechische Wandfarbenhersteller HET die Namensrechte für die Saison 2017/18. Seit der Saison 2018/2019 heißt der Sponsor Fortuna (ein Wettbüro).
Dominierende Mannschaften waren seit jeher die beiden Prager Mannschaften Sparta und Slavia, die meist die ersten beiden Plätze der Abschlusstabelle einnahmen. Während Sparta Prag bis 2007 zehn der vierzehn ausgetragenen Meisterschaften sowie 2010 und 2014 gewann, musste sich Slavia Prag bereits achtmal mit der Vizemeisterschaft begnügen und wurde 1996, 2008, 2009, 2017, 2019, 2020 und 2021 tschechischer Meister. 2004 gewann Baník Ostrava den Titel; 2002, 2006 und 2012 Slovan Liberec. Seit 2011 ist Viktoria Pilsen mit bisher Sechs Meistertiteln in den Jahren 2011, 2013, 2015, 2016, 2018 und 2022 am erfolgreichsten.
Im Februar 2010 wurde bekannt, dass es Erwägungen von tschechischen und slowakischen Funktionären gibt, die Bildung einer gemeinsamen Profiliga anzustreben. Die Verbände erwarten sich von einer gemeinsamen Liga nicht nur eine höhere sportliche Qualität, sondern auch Marketing-Chancen. Die Zustimmung der UEFA dafür gilt jedoch als unwahrscheinlich.

## Vereine und Stadien 2025/26

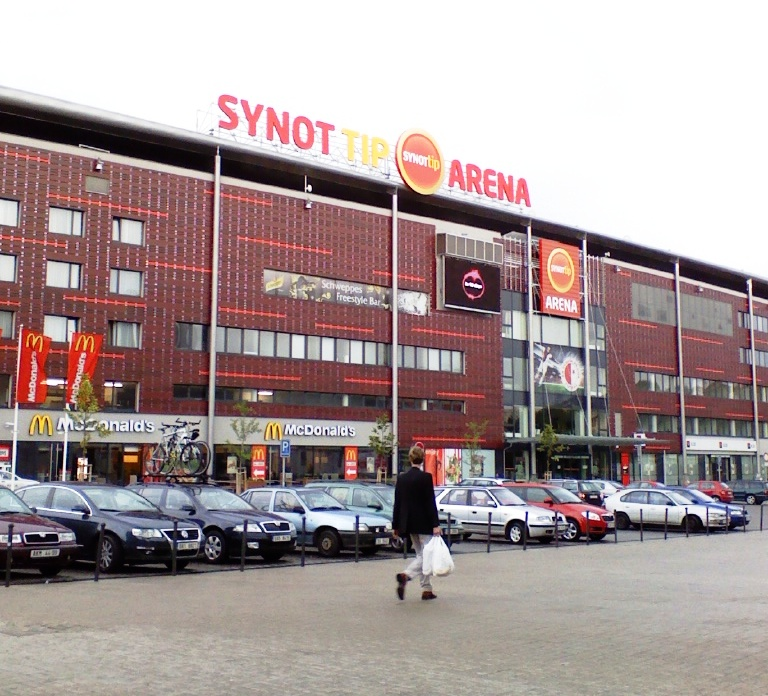
Das Fortuna Arena in Prag mit altem Sponsorennamen

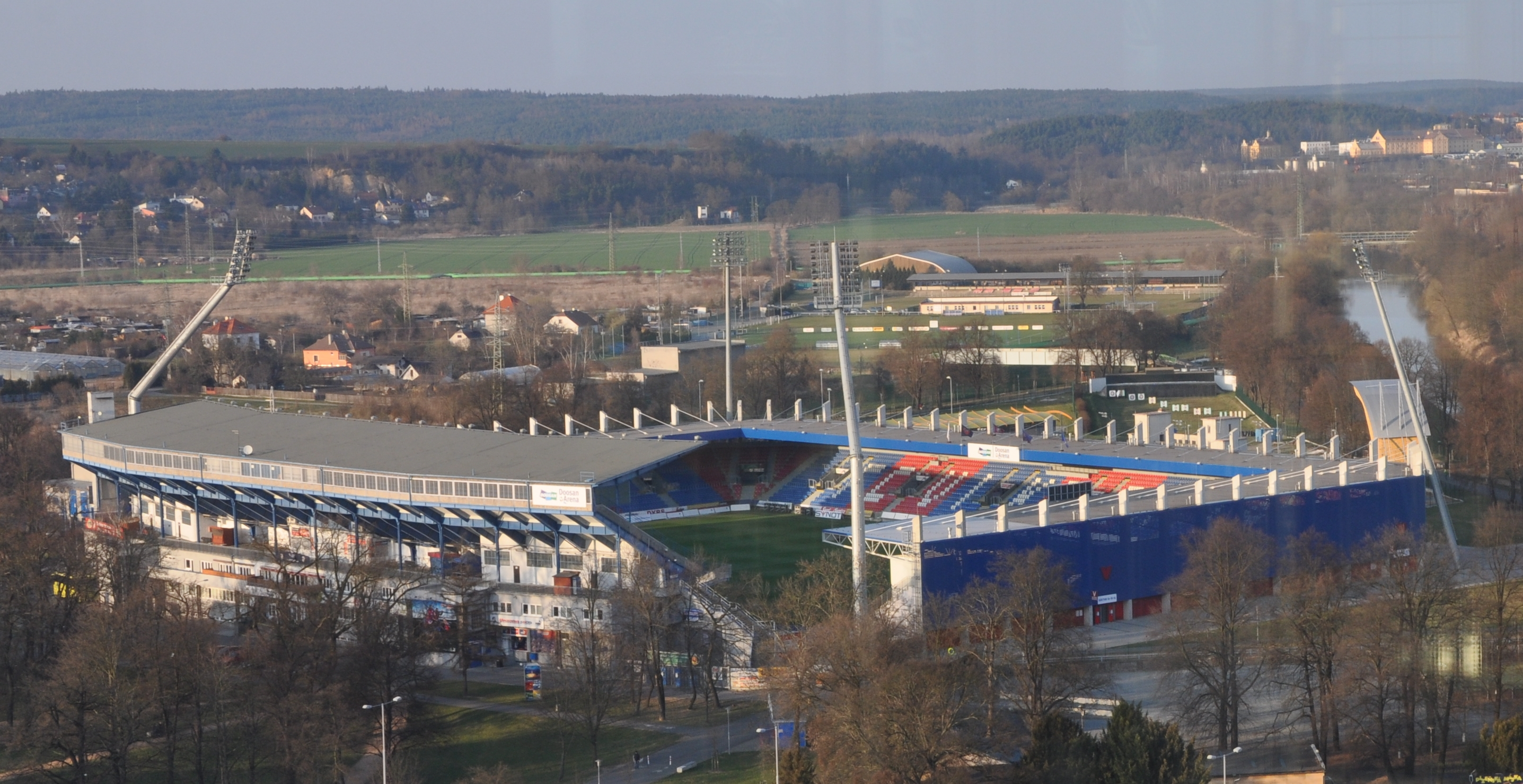
Die Doosan Arena, Heimspielstätte von Viktoria Pilsen

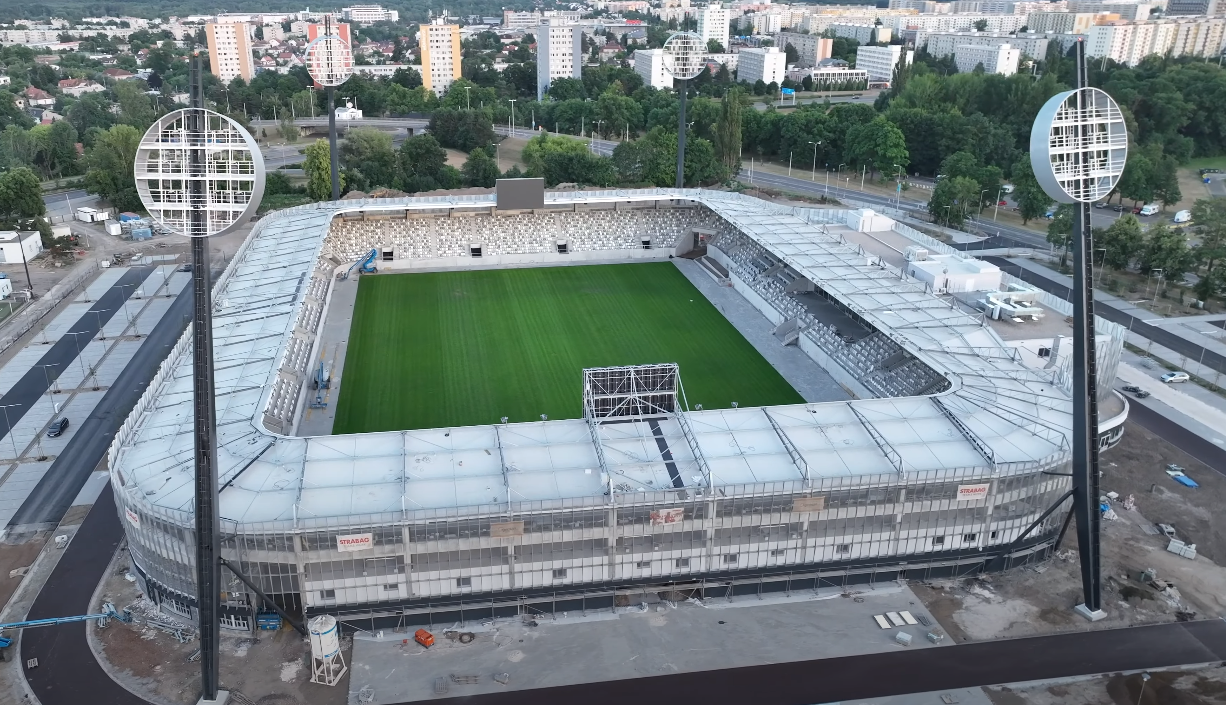
Die neugebaute Malšovická aréna des FC Hradec Králové

| Wappen              | Verein              | Stadt              | Stadion                                     | Kapazität | Rang 2024/25 |
| ------------------- | ------------------- | ------------------ | ------------------------------------------- | --------- | ------------ |
| Slavia Prag         | Slavia Prag         | Prag               | Fortuna Arena                               | 21.000    | 1.           |
| Viktoria Pilsen     | Viktoria Pilsen     | Pilsen             | Doosan Arena                                | 11.700    | 2.           |
| Baník Ostrava       | FC Baník Ostrava    | Ostrava            | Městský stadion – Vítkovice Aréna           | 13.375    | 3.           |
| Sparta Prag         | Sparta Prag         | Prag               | epet Arena                                  | 18.944    | 4.           |
| FK Jablonec         | FK Jablonec         | Jablonec nad Nisou | Stadion Střelnice                           | 06.280    | 5.           |
| SK Sigma Olmütz     | SK Sigma Olmütz     | Olmütz             | Andrův stadion                              | 12.483    | 6.           |
| FC Hradec Králové   | FC Hradec Králové   | Hradec Králové     | Malšovická aréna                            | 09.300    | 7.           |
| Bohemians 1905 Prag | Bohemians Prag 1905 | Prag               | Stadion Ďolíček                             | 05.000    | 8.           |
| Slovan Liberec      | Slovan Liberec      | Liberec            | Stadion u Nisy                              | 09.900    | 9.           |
| MFK Karviná         | MFK Karviná         | Karviná            | Městský stadion Karviná                     | 04.833    | 10.          |
| FK Teplice          | FK Teplice          | Teplice            | Stadion Na Stínadlech                       | 18.221    | 11.          |
| FK Mladá Boleslav   | FK Mladá Boleslav   | Mladá Boleslav     | Lokotrans Aréna                             | 05.000    | 12.          |
| 1. FC Slovácko      | 1. FC Slovácko      | Uherské Hradiště   | Městský fotbalový stadion Miroslava Valenty | 08.121    | 13.          |
| FK Dukla Prag       | FK Dukla Prag       | Prag               | Stadion Juliska                             | 08.150    | 14.          |
| FK Pardubice        | FK Pardubice        | Pardubice          | CFIG Aréna                                  | 04.620    | 15.          |
| FC Zlín             | FC Zlín             | Zlín               | Stadion Letná                               | 06.089    | 1. (FNL)     |

## Saisonübersicht
| Saison    | Meister             | 2. Platz          | 3. Platz          | Torschützenkönig            | Verein                    |
| --------- | ------------------- | ----------------- | ----------------- | --------------------------- | ------------------------- |
| 1993/94   | Sparta Prag (1)     | Slavia Prag       | Baník Ostrava     | Horst Siegl (20)            | Sparta Prag               |
| 1994/95   | Sparta Prag (2)     | Slavia Prag       | FC Boby Brno      | Radek Drulák (15)           | Petra Drnovice            |
| 1995/96   | Slavia Prag (1)     | Sigma Olmütz      | FK Jablonec       | Radek Drulák (22)           | Petra Drnovice            |
| 1996/97   | Sparta Prag (3)     | Slavia Prag       | FK Jablonec       | Horst Siegl (19)            | Sparta Prag               |
| 1997/98   | Sparta Prag (4)     | Slavia Prag       | Sigma Olmütz      | Horst Siegl (13)            | Sparta Prag               |
| 1998/99   | Sparta Prag (5)     | FK Teplice        | Slavia Prag       | Horst Siegl (18)            | Sparta Prag               |
| 1999/2000 | Sparta Prag (6)     | Slavia Prag       | FK Drnovice       | Vratislav Lokvenc (21)      | Sparta Prag               |
| 2000/01   | Sparta Prag (7)     | Slavia Prag       | Sigma Olmütz      | Vítězslav Tuma (15)         | FK Drnovice               |
| 2001/02   | Slovan Liberec (1)  | Sparta Prag       | Viktoria Žižkov   | Jiří Štajner (15)           | Slovan Liberec            |
| 2002/03   | Sparta Prag (8)     | Slavia Prag       | Viktoria Žižkov   | Jiří Kowalík (16)           | 1. FC SYNOT               |
| 2003/04   | Baník Ostrava (1)   | Sparta Prag       | Sigma Olmütz      | Marek Heinz (19)            | Baník Ostrava             |
| 2004/05   | Sparta Prag (9)     | Slavia Prag       | FK Teplice        | Tomáš Jun (14)              | Sparta Prag               |
| 2005/06   | Slovan Liberec (2)  | FK Mladá Boleslav | Slavia Prag       | Milan Ivana (11)            | FC Slovácko               |
| 2006/07   | Sparta Prag (10)    | Slavia Prag       | FK Mladá Boleslav | Luboš Pecka (16)            | FK Mladá Boleslav         |
| 2007/08   | Slavia Prag (2)     | Sparta Prag       | Baník Ostrava     | Václav Svěrkoš (15)         | Baník Ostrava             |
| 2008/09   | Slavia Prag (3)     | Sparta Prag       | Slovan Liberec    | Andrej Kerić (15)           | Slovan Liberec            |
| 2009/10   | Sparta Prag (11)    | FK Jablonec       | Baník Ostrava     | Michal Ordoš (12)           | Sigma Olmütz              |
| 2010/11   | Viktoria Pilsen (1) | Sparta Prag       | FK Jablonec       | David Lafata (19)           | FK Jablonec               |
| 2011/12   | Slovan Liberec (3)  | Sparta Prag       | Viktoria Pilsen   | David Lafata (25)           | FK Jablonec               |
| 2012/13   | Viktoria Pilsen (2) | Sparta Prag       | Slovan Liberec    | David Lafata (20)           | FK Jablonec / Sparta Prag |
| 2013/14   | Sparta Prag (12)    | Viktoria Pilsen   | FK Mladá Boleslav | Josef Hušbauer (18)         | Sparta Prag               |
| 2014/15   | Viktoria Pilsen (3) | Sparta Prag       | FK Jablonec       | David Lafata (20)           | Sparta Prag               |
| 2015/16   | Viktoria Pilsen (4) | Sparta Prag       | Slovan Liberec    | David Lafata (20)           | Sparta Prag               |
| 2016/17   | Slavia Prag (4)     | Viktoria Pilsen   | Sparta Prag       | David Lafata (15)           | Sparta Prag               |
| 2017/18   | Viktoria Pilsen (5) | Slavia Prag       | FK Jablonec       | Michal Krmenčík (12)        | Viktoria Pilsen           |
| 2018/19   | Slavia Prag (5)     | Viktoria Pilsen   | Sparta Prag       | Nikolai Komlitschenko (28)  | FK Mladá Boleslav         |
| 2019/20   | Slavia Prag (6)     | Viktoria Pilsen   | Sparta Prag       | Nikolai Komlitschenko (29)  | FK Mladá Boleslav         |
| 2020/21   | Slavia Prag (7)     | Sparta Prag       | FK Jablonec       | Jan Kuchta Adam Hložek (15) | Slavia Prag Sparta Prag   |
| 2021/22   | Viktoria Pilsen (6) | Slavia Prag       | Sparta Prag       | Václav Jurečka (14)         | Slavia Prag               |
| 2022/23   | Sparta Prag (13)    | Slavia Prag       | Viktoria Pilsen   | Jakub Řezníček (19)         | Viktoria Pilsen           |
| 2023/24   | Sparta Prag (14)    | Slavia Prag       | Viktoria Pilsen   | Václav Jurečka (19)         | Slavia Prag               |
| 2024/25   | Slavia Prag (8)     | Viktoria Pilsen   | FC Banik Ostrava  | Jan Kliment (18)            | SK Sigma Olmütz           |

## Internationaler Wettbewerb

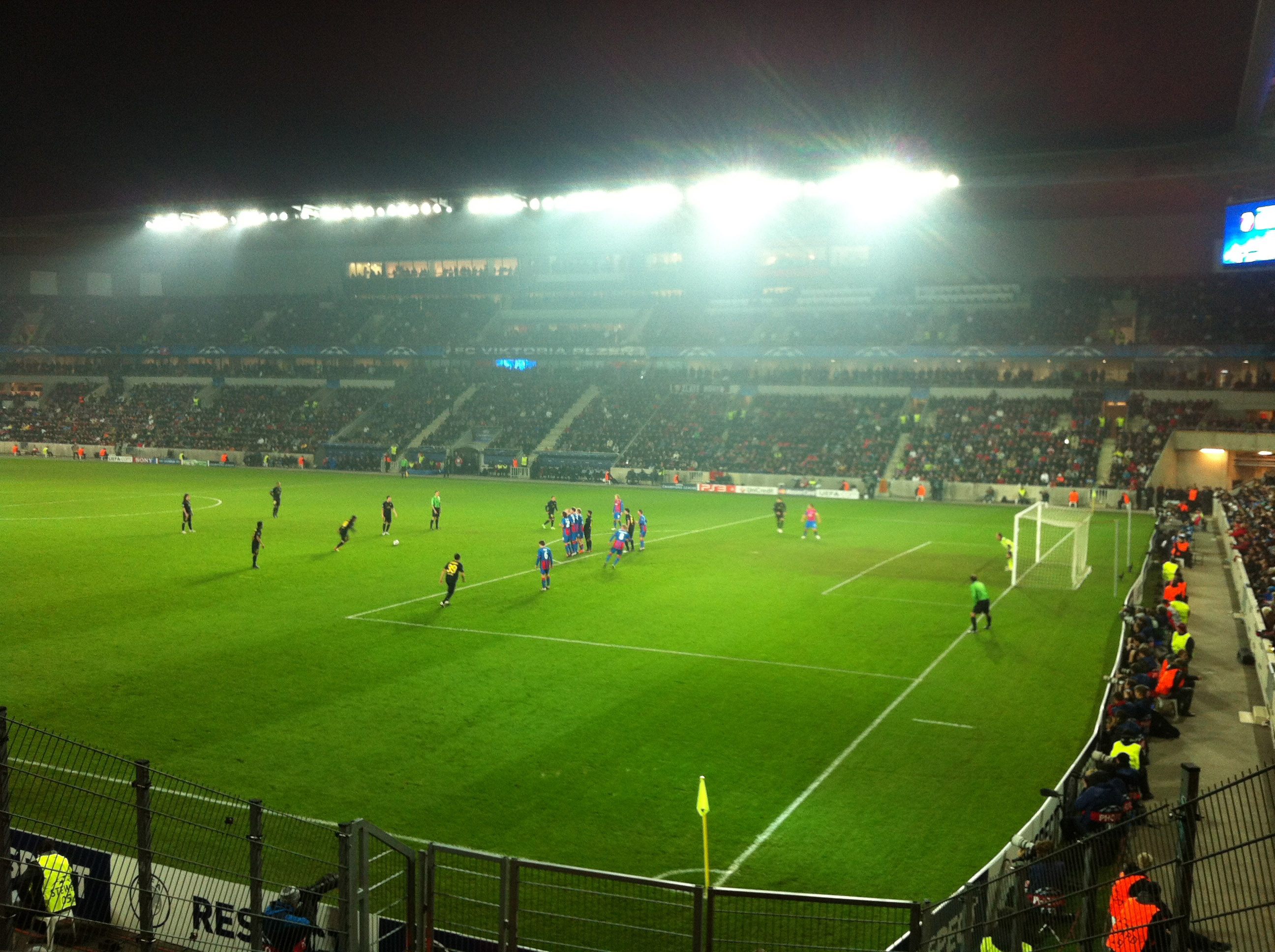
Partie von Viktoria Pilsen in der Champions League gegen den FC Barcelona

Tschechien befindet sich in der UEFA-Fünfjahreswertung derzeit (Stand: Ende der Saison 2017/18) auf Rang 13, was den Meister zur Teilnahme an der Gruppenphase zur Champions League berechtigt. An der Qualifikation zur Champions League nimmt der zweitplatzierte teil. Der Tabellendritte startet in der Gruppenphase der Europa League, während der Viertplatzierte sowie der Sieger des Pokalwettbewerbs an der Qualifikation der Europa League teilnehmem.
Noch nie hat ein tschechischer Verein das Endspiel eines Europapokalwettbewerbs erreicht. Mit seinen regelmäßigen Teilnahmen an der UEFA Champions League ist Sparta Prag der international renommierteste Klubs des Landes. Bestes Abschneiden seit dem Bestehen der eigenständigen Tschechischen Liga war das Ausscheiden im Achtelfinale (0:0 und 1:4 gegen den AC Mailand) im Jahre 2004.
Slavia Prag hat, trotz regelmäßiger Teilnahme an der Qualifikationsrunde, die Gruppenphase der Champions League außer in der Saison 2007/08 nie erreicht. Viktoria Pilsen konnte hingegen in der Saison 2011/12 als Meister der Vorsaison in die Gruppenphase der Champions League einziehen. Gelungen ist das durch Siege über den FC Pjunik Jerewan, Rosenborg Trondheim sowie den FC Kopenhagen. In der Gruppenphase landete das Team hinter dem FC Barcelona und dem AC Mailand, aber vor BATE Baryssau aus Belarus auf Platz 3 und durfte somit in der Europa League weiterspielen. Dort unterlag man dem FC Schalke 04 im Sechzehntelfinale nach Verlängerung im Rückspiel.
Aus der tschechischen Liga konnten noch drei weitere Mannschaften an der Qualifikation zur Champions League teilnehmen. Vizemeister FK Teplice scheiterte 1999 zweimal mit 0:1 an Borussia Dortmund, Baník Ostrava reichte 2004 ein 2:1-Heimsieg nicht mehr, um die 0:5-Hinspielniederlage bei Bayer 04 Leverkusen auszugleichen. In der Saison 2006/07 besiegte der FK Mladá Boleslav in der zweiten Qualifikationsrunde den norwegischen Vertreter Vålerenga Oslo mit 3:1 und 2:2, scheiterte aber in der dritten Runde an Galatasaray Istanbul mit 2:5 und 1:1.
Die größten Erfolge tschechischer Teams im UEFA-Pokal waren der Einzug ins Halbfinale von Slavia Prag 1996 sowie ins Viertelfinale vom FC Slovan Liberec im Jahr 2002.

## Zuschauerinteresse

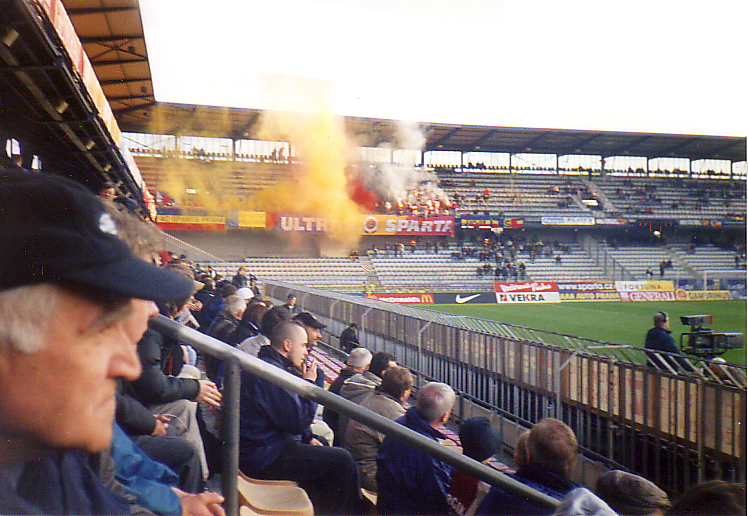
Nicht ausverkaufte Stadien wie hier in Prag sind in Tschechien die Regel

Spannende Meisterschaftskämpfe sind in der tschechischen Eliteklasse eher selten. Nur fünf Mal – 2001/02, 2007/08, 2009/10, 2011/12 und in der Saison 2012/13 – wurde der Titelgewinn erst am letzten Spieltag ermittelt.
Die Zuschaueranzahl bei den tschechischen Ligaspielen ist relativ gering. Ungenügende Vermarktung, eine schlechte Infrastruktur, gewalttätige Hooligans auf den Tribünen und nicht zuletzt Bestechungsfälle sind Faktoren, die das Zuschauerinteresse an der Liga im Vergleich zur Vergangenheit rapide schwinden lassen. Trotz zahlreicher Meistertitel trägt Sparta Prag seine Heimspiele durchschnittlich vor etwa 9.000 Zuschauern aus, obwohl die heimische Spielstätte etwas mehr als 20.000 erlauben würde.
Seit der Saison 2010/11 verzeichnet die Liga jährlich steigende Besucherzahlen. Die größten Zuschauermagneten in der Saison 2013/14 waren Sparta Prag mit durchschnittlich 11.340 Zuschauern und Viktoria Pilsen mit 10.090 Besuchern sowie dem FK Teplice mit 6.995 Fans pro Spiel. Die wenigsten Besucher fanden sich in den Stadien vom FK BAUMIT Jablonec (2.935), FK Dukla Prag (2.765) und dem 1. SC Znojmo (1.392) ein.
Durchschnitt der Ligazuschauerzahlen
| Saison  | Schnitt | Spiele | Gesamt    |
| ------- | ------- | ------ | --------- |
| 2008/09 | 4.676   | 240    | 1.122.278 |
| 2009/10 | 4.925   | 239    | 1.177.113 |
| 2010/11 | 4.472   | 238    | 1.064.385 |
| 2011/12 | 4.724   | 240    | 1.133.701 |
| 2012/13 | 4.817   | 240    | 1.156.070 |
| 2013/14 | 5.068   | 240    | 1.216.389 |
| 2014/15 | 4.745   | 240    | 1.138.879 |
| 2015/16 | 5.080   | 240    | 1.219.366 |
| 2016/17 | 4.886   | 240    | 1.172.619 |
| 2017/18 | 5.546   | 240    | 1.330.993 |
| 2018/19 | 5.553   | 240    | 1.332.670 |
| 2019/20 | 4.559   | 240    | 1.094.068 |
| 2020/21 | 0544    | 306    | 0164.733  |
| 2021/22 | 3.612   | 240    | 0866.920  |
| 2022/23 | 5.364   | 240    | 1.287.374 |
| 2023/24 | 6.388   | 240    | 1.533.197 |
| 2024/25 | 6.148   | 240    | 1.475.627 |

## Ligasystem
Das folgende Schema zeigt das derzeitige Ligensystem im tschechischen Fußball:
| 1. Liga  | Erste Liga, derzeit Chance Liga genannt          | Erste Liga, derzeit Chance Liga genannt  | Erste Liga, derzeit Chance Liga genannt  | Erste Liga, derzeit Chance Liga genannt | Erste Liga, derzeit Chance Liga genannt |
|          | 16 Mannschaften, zwei Absteiger                  |                                          |                                          |                                         |                                         |
| 2. Liga  | Fotbalová národní liga                           | Fotbalová národní liga                   | Fotbalová národní liga                   | Fotbalová národní liga                  | Fotbalová národní liga                  |
|          | 16 Mannschaften, zwei Aufsteiger, zwei Absteiger |                                          |                                          |                                         |                                         |
| 3. Ligen | Česká fotbalová liga (ČFL)                       | Česká fotbalová liga (ČFL)               | Česká fotbalová liga (ČFL)               | Moravskoslezská fotbalová liga (MSFL)   | Moravskoslezská fotbalová liga (MSFL)   |
|          | Ein Aufsteiger, drei Absteiger                   | Ein Aufsteiger, drei Absteiger           | Ein Aufsteiger, drei Absteiger           | Ein Aufsteiger, zwei Absteiger          | Ein Aufsteiger, zwei Absteiger          |
| 4. Ligen | Divize A                                         | Divize B                                 | Divize C                                 | MSD Divize D                            | MSD Divize E                            |
|          | Ein Aufsteiger, zwei oder drei Absteiger         | Ein Aufsteiger, zwei oder drei Absteiger | Ein Aufsteiger, zwei oder drei Absteiger | Ein Aufsteiger, zwei Absteiger          | Ein Aufsteiger, zwei Absteiger          |

- Für die 1. und 2. Liga vergibt der tschechische Fußballverband nach einem Lizenzierungsverfahren eine Lizenz.

- Während am Ende der Saison die letzten zwei Mannschaften der 1. Liga in die 2. Liga absteigen, spielen die ersten zwei Mannschaften der 2. Liga in der Folgesaison in der 1. Liga. Die Mannschaften, die am Saisonende die Plätze 15 und 16 der zweiten Liga belegen, steigen in die ČFL oder MSFL ab.

- Unterhalb der beiden ersten Ligen befindet sich die dritte tschechische Liga. Sie wird in zwei Staffeln (ČFL und MSFL) gespielt. Die ČFL (Böhmen) spielt derzeit mit 18 Mannschaften, die MSFL (Mähren und Schlesien) mit 16 Vereinen. Die Meister der beiden Staffeln steigen jeweils in die 2. Liga auf.

## Ewige Tabelle
In der ewigen Tabelle liegt Rekordmeister Sparta Prag vor Lokalrivale Slavia Prag und Slovan Liberec. Alle drei Vereine sind die Einzigen, die an allen Spielzeiten teilgenommen haben.

### Rekordspieler

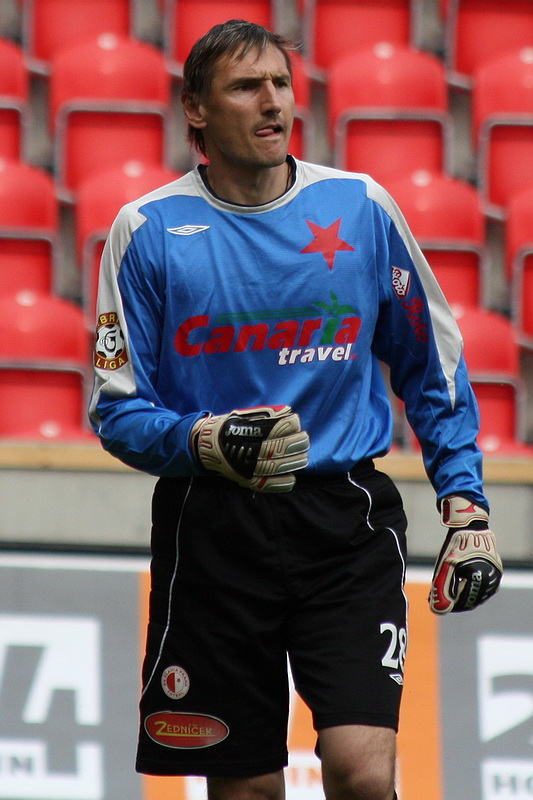
Martin Vaniak wurde zwischen 1993 und 2011 432-mal aufgestellt und ist somit auf Platz zwei der Rekordspieler

| Spieler          | Vereine                                                                                | Zeitraum  | Einsätze |
| ---------------- | -------------------------------------------------------------------------------------- | --------- | -------- |
| Stanislav Vlček  | Bohemians Prag, SK Budweis, Sigma Olmütz, Slavia Prag                                  | 1993–2013 | 436      |
| Martin Vaniak    | Sigma Olmütz, Petra Drnovice, Siad Most, Slavia Prag                                   | 1993–2011 | 432      |
| Rudolf Otepka    | Svit Zlín, Petra Drnovice, Marila Příbram, Baník Ostrava, Sigma Olmütz, Dynamo Budweis | 1995–2013 | 431      |
| Pavel Horváth    | Sparta Prag, FK Jablonec, Slavia Prag, FK Teplice, Viktoria Pilsen                     | 1993–2015 | 426      |
| Miroslav Holeňák | Svit Zlín, Petra Drnovice, Slovan Liberec, Slavia Prag                                 | 1993–2011 | 407      |

## UEFA-Fünfjahreswertung
Platzierung in der UEFA-Fünfjahreswertung:
(in Klammern die Vorjahresplatzierung). Die Kürzel CL, EL und CO hinter den Länderkoeffizienten geben die Anzahl der Vertreter in der Saison 2026/27 der Champions League, der Europa League sowie der Conference League an.
- 07.  (07)  Portugal (Liga, Pokal) – Koeffizient: 62.266 – CL: 2, EL: 2, CO: 1
- 08.  (08)  Belgien (Liga, Pokal) – Koeffizient: 56.850 – CL: 2, EL: 2, CO: 1
- 09.  (10)  Tschechien (Liga, Pokal) – Koeffizient: 44.100 – CL: 2, EL: 2, CO: 1
- 10.  (09)  Türkei (Liga, Pokal) – Koeffizient: 43.900 – CL: 2, EL: 1, CO: 2
- 11.  (14)  Norwegen (Liga, Pokal) – Koeffizient: 39.687 – CL: 2, EL: 2, CO: 1

Stand: Ende der Europapokalsaison 2024/25